# Atopsyche puharcocha
Atopsyche puharcocha är en nattsländeart som beskrevs av Schmid 1989. Atopsyche puharcocha ingår i släktet Atopsyche och familjen Hydrobiosidae. Inga underarter finns listade i Catalogue of Life.